# Ramin Quliyev
Ramin Quliyev (ur. 22 czerwca 1981) – azerski piłkarz, grający na pozycji obrońcy, reprezentant Azerbejdżanu. Od 2010 roku jest zawodnikiem azerskiego klubu FK Qəbələ